# シュガー・スペクター
シュガー・スペクター（Sugar Spector、別名：佐藤俊雄・藤原有紀、年齢不詳）は、日本のレコーディング・エンジニア、音楽プロデューサー、ベーシスト、真空管ビンテージ機材専門家。Studio GINGA所属。神奈川県希望ヶ丘出身。

## 経歴
幼少期の詳細は明らかにされていないが、1983年までベルギーのブリュッセルに滞在していたことが公表されている。帰国後に私立暁星学園に編入、卒業。欧州滞在時より録音機材の改造や多重録音装置の改造などに没頭しており、帰国後も研究を続ける。同時に音楽家としてのキャリアもスタートし、当時のアイドル黒沢ひろみや本田理沙のバックバンドで、そしてたま、ハミングスのサポート・キーボーディストも務める。
1987年にはニッポン放送にて辻仁成脚本のラジオドラマに主役で声優として出演した経歴もある。また全国ネット放送でのいくつかのテレビCMソングも作曲演奏録音した。
2000年以降は主に多言語を自由に操りながら海外のエンジニア等と連絡をとりつつ更なるビンテージ機材の研究および最新の録音機材の事情などの研究に没頭している。特にビンテージマイクロフォンの修理を得意としている。
またフィル・スペクターのウォール・オブ・サウンドの再現に心血を注ぎ、当時の機材を殆ど揃える徹底ぶりにそのサウンドありきの録音の依頼が途絶えない。しかし、あまりに全てが当時の基準なので現在の音楽の制作スタイルでは遂行しきれない部分もあり、難航した作品が多い。極端な例ではバンドとボーカルの全てをマイク1本で、それもモニターなど一切無い状況で強行録音というケースも普通だという。

## 人物
本人は大抵本音を言っているが、建前社会の日本ではなかなか馴染めず、誤解も多い。目的の中途半端な企画や機材に対しては『カス』、『クズ』等と平気で発言してしまうため逃した仕事も多い。基本的に妥協はしないが一旦妥協しだすと途端に全ての基準が緩くなる傾向がある。本人自身は『自分は日本人の顔をしたヨーロッパ人だ』と言っている。

## 代表作
- サラダ（maxi single バタフライ）
- Trio Los Michelle GINGA
- マーヴァ・ホイットニー（MARVA WHITNEY）
- OSAKA MONAURAIL
- Bloodest Saxophone
- 平川地一丁目
- The Minnesota VooDooMen
- The Bawdies
- waffles
- m-flo（m-flo loves Chara など）
- ko-ko-ya（笹子重治／江藤有希／黒川砂恵子）

| スタブアイコン | サブスタブ | この項目は、まだ閲覧者の調べものの参照としては役立たない、音楽関係者（バンド等）に関連した書きかけの項目です。この項目を加筆・訂正などしてくださる協力者を求めています（P:音楽/PJ:芸能人）。 |